# Lijst van voetbalinterlands Brazilië - Uruguay
Deze lijst van voetbalinterlands is een overzicht van alle officiële voetbalwedstrijden tussen de nationale teams van Brazilië en Uruguay. De Zuid-Amerikaanse buurlanden speelden tot op heden 81 keer tegen elkaar. Het eerste duel, een wedstrijd tijdens de Copa América 1916, werd gespeeld  in Buenos Aires (Argentinië) op 12 juli 1916. De laatste ontmoeting, een kwalificatiewedstrijd voor het Wereldkampioenschap voetbal 2026, vond plaats op 19 november 2024 in Salvador.

## Wedstrijden
| №  | Plaats         | Datum             | Competitie                               | Wedstrijd          | Uitslag |
| -- | -------------- | ----------------- | ---------------------------------------- | ------------------ | ------- |
| 1  | Buenos Aires   | 12 juli 1916      | Copa América 1916                        | Brazilië – Uruguay | 1 – 2   |
| 2  | Montevideo     | 18 juli 1916      | Vriendschappelijk                        | Uruguay – Brazilië | 0 – 1   |
| 3  | Montevideo     | 7 oktober 1917    | Copa América 1917                        | Uruguay – Brazilië | 4 – 0   |
| 4  | Montevideo     | 16 oktober 1917   | Vriendschappelijk                        | Uruguay – Brazilië | 3 – 1   |
| 5  | Rio de Janeiro | 25 mei 1919       | Copa América 1919                        | Brazilië – Uruguay | 2 – 2   |
| 6  | Rio de Janeiro | 29 mei 1919       | Copa América 1919                        | Brazilië – Uruguay | 1 – 0   |
| 7  | Viña del Mar   | 18 september 1920 | Copa América 1920                        | Brazilië – Uruguay | 0 – 6   |
| 8  | Buenos Aires   | 23 oktober 1921   | Copa América 1921                        | Brazilië – Uruguay | 1 – 2   |
| 9  | Rio de Janeiro | 1 oktober 1922    | Copa América 1922                        | Brazilië – Uruguay | 0 – 0   |
| 10 | Montevideo     | 25 november 1923  | Copa América 1923                        | Uruguay – Brazilië | 2 – 1   |
| 11 | Rio de Janeiro | 6 september 1931  | Vriendschappelijk                        | Brazilië – Uruguay | 2 – 0   |
| 12 | Montevideo     | 4 december 1932   | Vriendschappelijk                        | Uruguay – Brazilië | 1 – 2   |
| 13 | Buenos Aires   | 19 januari 1937   | Copa América 1937                        | Brazilië – Uruguay | 3 – 2   |
| 14 | Rio de Janeiro | 24 maart 1940     | Vriendschappelijk                        | Brazilië – Uruguay | 3 – 4   |
| 15 | Rio de Janeiro | 31 maart 1940     | Vriendschappelijk                        | Brazilië – Uruguay | 1 – 1   |
| 16 | Montevideo     | 24 januari 1942   | Copa América 1942                        | Uruguay – Brazilië | 1 – 0   |
| 17 | Rio de Janeiro | 14 mei 1944       | Vriendschappelijk                        | Brazilië – Uruguay | 6 – 1   |
| 18 | São Paulo      | 17 mei 1944       | Vriendschappelijk                        | Brazilië – Uruguay | 4 – 0   |
| 19 | Santiago       | 7 februari 1945   | Copa América 1945                        | Brazilië – Uruguay | 3 – 0   |
| 20 | Montevideo     | 5 januari 1946    | Vriendschappelijk                        | Uruguay – Brazilië | 4 – 3   |
| 21 | Montevideo     | 9 januari 1946    | Vriendschappelijk                        | Uruguay – Brazilië | 1 – 1   |
| 22 | Buenos Aires   | 23 januari 1946   | Copa América 1946                        | Brazilië – Uruguay | 4 – 3   |
| 23 | São Paulo      | 29 maart 1947     | Vriendschappelijk                        | Brazilië – Uruguay | 0 – 0   |
| 24 | Rio de Janeiro | 1 april 1947      | Vriendschappelijk                        | Brazilië – Uruguay | 3 – 2   |
| 25 | Montevideo     | 4 april 1947      | Vriendschappelijk                        | Uruguay – Brazilië | 1 – 1   |
| 26 | Montevideo     | 11 april 1948     | Vriendschappelijk                        | Uruguay – Brazilië | 4 – 2   |
| 27 | Rio de Janeiro | 30 april 1949     | Copa América 1949                        | Brazilië – Uruguay | 5 – 1   |
| 28 | São Paulo      | 6 mei 1950        | Vriendschappelijk                        | Brazilië – Uruguay | 3 – 4   |
| 29 | Rio de Janeiro | 14 mei 1950       | Vriendschappelijk                        | Brazilië – Uruguay | 3 – 2   |
| 30 | Rio de Janeiro | 17 mei 1950       | Vriendschappelijk                        | Brazilië – Uruguay | 1 – 0   |
| 31 | Rio de Janeiro | 16 juli 1950      | WK 1950                                  | Brazilië – Uruguay | 1 – 2   |
| 32 | Santiago       | 16 april 1952     | Pan-Amerikaans voetbalkampioenschap 1952 | Brazilië – Uruguay | 4 – 2   |
| 33 | Lima           | 15 maart 1953     | Copa América 1953                        | Brazilië – Uruguay | 1 – 0   |
| 34 | Montevideo     | 10 februari 1956  | Copa América 1956                        | Uruguay – Brazilië | 0 – 0   |
| 35 | Rio de Janeiro | 24 juni 1956      | Vriendschappelijk                        | Brazilië – Uruguay | 2 – 0   |
| 36 | Lima           | 28 maart 1957     | Copa América 1957                        | Brazilië – Uruguay | 2 – 3   |
| 37 | Buenos Aires   | 26 maart 1959     | Copa América 1959                        | Brazilië – Uruguay | 3 – 1   |
| 38 | Guayaquil      | 12 december 1959  | Copa América 1959                        | Brazilië – Uruguay | 0 – 3   |
| 39 | Montevideo     | 9 juli 1960       | Vriendschappelijk                        | Uruguay – Brazilië | 1 – 0   |
| 40 | Belo Horizonte | 7 september 1965  | Vriendschappelijk                        | Brazilië – Uruguay | 3 – 0   |
| 41 | Montevideo     | 25 juni 1967      | Vriendschappelijk                        | Uruguay – Brazilië | 0 – 0   |
| 42 | Montevideo     | 28 juni 1967      | Vriendschappelijk                        | Uruguay – Brazilië | 2 – 2   |
| 43 | Montevideo     | 1 juli 1967       | Vriendschappelijk                        | Uruguay – Brazilië | 1 – 1   |
| 44 | São Paulo      | 9 juni 1968       | Vriendschappelijk                        | Brazilië – Uruguay | 2 – 0   |
| 45 | Rio de Janeiro | 12 juni 1968      | Vriendschappelijk                        | Brazilië – Uruguay | 4 – 0   |
| 46 | Guadalajara    | 17 juni 1970      | WK 1970                                  | Brazilië – Uruguay | 3 – 1   |
| 47 | Montevideo     | 25 februari 1976  | Vriendschappelijk                        | Uruguay – Brazilië | 1 – 2   |
| 48 | Rio de Janeiro | 28 april 1976     | Vriendschappelijk                        | Brazilië – Uruguay | 2 – 1   |
| 49 | Rio de Janeiro | 31 mei 1979       | Vriendschappelijk                        | Brazilië – Uruguay | 5 – 1   |
| 50 | Fortaleza      | 27 augustus 1980  | Vriendschappelijk                        | Brazilië – Uruguay | 1 – 0   |
| 51 | Montevideo     | 10 januari 1981   | Mundialito                               | Uruguay – Brazilië | 2 – 1   |
| 52 | Montevideo     | 27 oktober 1983   | Copa América 1983                        | Uruguay – Brazilië | 2 – 0   |
| 53 | Salvador       | 4 november 1983   | Copa América 1983                        | Brazilië – Uruguay | 1 – 1   |
| 54 | Curitiba       | 21 juni 1984      | Vriendschappelijk                        | Brazilië – Uruguay | 1 – 0   |
| 55 | Recife         | 2 mei 1985        | Vriendschappelijk                        | Brazilië – Uruguay | 2 – 0   |
| 56 | Rio de Janeiro | 16 juli 1989      | Copa América 1989                        | Brazilië – Uruguay | 1 – 0   |
| 57 | Viña del Mar   | 11 juli 1991      | Copa América 1991                        | Brazilië – Uruguay | 1 – 1   |
| 58 | Montevideo     | 30 april 1992     | Vriendschappelijk                        | Uruguay – Brazilië | 1 – 0   |
| 59 | Campina Grande | 25 november 1992  | Vriendschappelijk                        | Brazilië – Uruguay | 1 – 2   |
| 60 | Montevideo     | 15 augustus 1993  | WK 1994 kwalificatie                     | Uruguay – Brazilië | 1 – 1   |
| 61 | Rio de Janeiro | 19 september 1993 | WK 1994 kwalificatie                     | Brazilië – Uruguay | 2 – 0   |
| 62 | Montevideo     | 23 juli 1995      | Copa América 1995                        | Uruguay – Brazilië | 1 – 1   |
| 63 | Salvador       | 11 oktober 1995   | Vriendschappelijk                        | Brazilië – Uruguay | 2 – 0   |
| 64 | Asunción       | 18 juli 1999      | Copa América 1999                        | Brazilië – Uruguay | 3 – 0   |
| 65 | Rio de Janeiro | 28 juni 2000      | WK 2002 kwalificatie                     | Brazilië – Uruguay | 1 – 1   |
| 66 | Montevideo     | 1 juli 2001       | WK 2002 kwalificatie                     | Uruguay – Brazilië | 1 – 0   |
| 67 | Curitiba       | 19 november 2003  | WK 2006 kwalificatie                     | Brazilië – Uruguay | 3 – 3   |
| 68 | Lima           | 21 juli 2004      | Copa América 2004                        | Brazilië – Uruguay | 1 – 1   |
| 69 | Montevideo     | 30 maart 2005     | WK 2006 kwalificatie                     | Uruguay – Brazilië | 1 – 1   |
| 70 | Maracaibo      | 10 juli 2007      | Copa América 2007                        | Uruguay – Brazilië | 2 – 2   |
| 71 | São Paulo      | 21 november 2007  | WK 2010 kwalificatie                     | Brazilië – Uruguay | 2 – 1   |
| 72 | Montevideo     | 6 juni 2009       | WK 2010 kwalificatie                     | Uruguay – Brazilië | 0 – 4   |
| 73 | Belo Horizonte | 26 juni 2013      | FIFA Confederations Cup 2013             | Brazilië – Uruguay | 2 – 1   |
| 74 | Recife         | 25 maart 2016     | WK 2018 kwalificatie                     | Brazilië – Uruguay | 2 – 2   |
| 75 | Montevideo     | 23 maart 2017     | WK 2018 kwalificatie                     | Uruguay – Brazilië | 1 – 4   |
| 76 | Londen         | 16 november 2018  | Vriendschappelijk                        | Brazilië – Uruguay | 1 – 0   |
| 77 | Montevideo     | 17 november 2020  | WK 2022 kwalificatie                     | Uruguay − Brazilië | 0 − 2   |
| 78 | Manaus         | 14 oktober 2021   | WK 2022 kwalificatie                     | Brazilië − Uruguay | 4 − 0   |
| 79 | Montevideo     | 17 oktober 2023   | WK 2026 kwalificatie                     | Uruguay − Brazilië | 2 − 0   |
| 80 | Paradise       | 6 juli 2024       | Copa América 2024                        | Uruguay − Brazilië | 0 − 0   |
| 81 | Salvador       | 19 november 2024  | WK 2026 kwalificatie                     | Brazilië − Uruguay | 1 − 1   |

## Samenvatting
| Competitie                          | Totaal gespeeld | Winst Brazilië | Gelijk | Winst Uruguay | Doelsaldo Brazilië – Uruguay |
| ----------------------------------- | --------------- | -------------- | ------ | ------------- | ---------------------------- |
| WK-eindronde                        | 2               | 1              | 0      | 1             | 4 − 3                        |
| WK-kwalificatie                     | 14              | 6              | 6      | 2             | 27 − 14                      |
| FIFA Confederations Cup             | 1               | 1              | 0      | 0             | 2 − 1                        |
| Copa América                        | 27              | 9              | 9      | 9             | 37 − 50                      |
| Mundialito                          | 1               | 0              | 0      | 1             | 1 − 2                        |
| Pan-Amerikaans voetbalkampioenschap | 1               | 1              | 0      | 0             | 4 − 2                        |
| Vriendschappelijk                   | 35              | 20             | 7      | 8             | 68 − 38                      |
| Totaal                              | 81              | 38             | 22     | 21            | 143 − 110                    |

Wedstrijden bepaald door strafschoppen worden, in lijn met de FIFA, als een gelijkspel gerekend.

## Details

### Derde ontmoeting
| Copa América 1917 (Montevideo, Uruguay, 7 oktober 1917):               |       |          |
| Uruguay                                                                | 4 – 0 | Brazilië |
| Héctor Scarone 8' Ángel Romano 17' Ángel Romano 77' Carlos Scarone 86' | goals |          |

### Vijfde ontmoeting
| Copa América 1919 (Rio de Janeiro, Brazilië, 26 mei 1919): |       |                   |
| Uruguay                                                    | 2 – 2 | Brazilië          |
| Isabelino Gradín 13' Carlos Scarone 17'                    | goals | 29' Neco 63' Neco |

### Zesde ontmoeting
| Copa América 1919 (beslissingswedstrijd) (Rio de Janeiro, Brazilië, 29 mei 1919): |       |         |
| Brazilië                                                                          | 1 – 0 | Uruguay |
| Arthur Friedenreich 122'                                                          | goals |         |

### 50ste ontmoeting
| Vriendschappelijk (Fortaleza, Brazilië, 27 augustus 1980): |       |         |
| Brazilië                                                   | 1 – 0 | Uruguay |
| Getúlio ??' (pen.)                                         | goals |         |

### 52ste ontmoeting
| Copa América 1983 (Montevideo, Uruguay, 27 oktober 1983): |       |          |
| Uruguay                                                   | 2 – 0 | Brazilië |
| Enzo Francescoli 41' Víctor Diogo 80'                     | goals |          |
| - Debuut van Miguel Bossio voor Uruguay.                  |       |          |

### 53ste ontmoeting
| Copa América 1983 (Salvador, Brazilië, 4 november 1983): |       |                     |
| Brazilië                                                 | 1 – 1 | Uruguay             |
| Jorginho 23'                                             | goals | 77' Carlos Aguilera |

### 54ste ontmoeting
|                                           |       |         |
| Brazilië                                  | 1 – 0 | Uruguay |
| Artur dos Santos Lima ??'                 | goals |         |
| - Debuut van Roberto Insual voor Uruguay. |       |         |

### 55ste ontmoeting
| Vriendschappelijk (Recife, Brazilië, 2 mei 1985):             |              |                                               |
| Brazilië                                                      | 2 – 0        | Uruguay                                       |
| Alemão 45' Careca 67'                                         | goals        |                                               |
|                                                               | rode kaarten | ??' Juan Ramón Carrasco ??' Julio César Ribas |
| - Laatste interland van Daniel Martínez (30ste) voor Uruguay. |              |                                               |

### 56ste ontmoeting
| Brazilië                   | 1 – 0 | Uruguay |
| Romário de Souza Faria 49' | goals |         |

### 60ste ontmoeting
|                                                                                            |              |                   |
| Uruguay                                                                                    | 1 – 1        | Brazilië          |
| Daniel Fonseca 79'                                                                         | goals        | 28' Raí           |
|                                                                                            | rode kaarten | 69' Ricardo Rocha |
| - Laatste interland van Uruguay onder leiding van bondscoach Luis Alberto Cubilla (27ste). |              |                   |

### 61ste ontmoeting
|                                                                   |       |         |
| Brazilië                                                          | 2 – 0 | Uruguay |
| Romário de Souza Faria 72' Romário de Souza Faria 82'             | goals |         |
| - 29ste en laatste interlands van José Luis Zalazar voor Uruguay. |       |         |

### 64ste ontmoeting
| Brazilië                            | 3 – 0 | Uruguay |
| Rivaldo 20' Rivaldo 27' Ronaldo 46' | goals |         |

### 65ste ontmoeting
| Brazilië           | 1 – 1 | Uruguay        |
| Rivaldo 86' (pen.) | goals | 6' Dario Silva |

### 66ste ontmoeting
| Uruguay                        | 1 – 0 | Brazilië |
| Federico Magallanes 33' (pen.) | goals |          |

### 67ste ontmoeting
| Brazilië                         | 3 – 3 | Uruguay                                                     |
| Kaká 20' Ronaldo 28' Ronaldo 86' | goals | 56' Diego Forlán 76' Diego Forlán 79' (e.d.) Gilberto Silva |

### 68ste ontmoeting
| Uruguay          | 1 – 1 | Brazilië    |
| Marcelo Sosa 22' | goals | 46' Adriano |

### 69ste ontmoeting
| Uruguay          | 1 – 1 | Brazilië    |
| Diego Forlán 48' | goals | 67' Emerson |

### 70ste ontmoeting
| Copa América 2007 (Maracaibo, Venezuela, 10 juli 2007):                                                          |                     |                                                            |
| Uruguay | 2 – 2               | Brazilië                                                   |
| Diego Forlán 36' Sebastián Abreu 69'                                                                             | goals               | 13' Maicon 41' Júlio Baptista                              |
| Diego Forlán Andrés Scotti Ignacio González Cristian Rodríguez Sebastián Abreu Pablo Gabriel García Diego Lugano | strafschoppen 4 – 5 | Robinho Juan Gilberto Silva Afonso Diego Fernando Gilberto |

### 71ste ontmoeting
| Brazilië                          | 2 – 1 | Uruguay            |
| Luís Fabiano 45' Luís Fabiano 64' | goals | 9' Sebastián Abreu |

### 72ste ontmoeting
| Uruguay | 0 – 4 | Brazilië                                                 |
|         | goals | 12' Dani Alves 36' Juan 52' Luís Fabiano 75' (pen.) Kaka |

### 73ste ontmoeting
| FIFA Confederations Cup 2013 (Belo Horizonte, Brazilië, 26 juni 2013): |       |                    |
| Brazilië                                                               | 2 – 1 | Uruguay            |
| Fred 41' Paulinho 86'                                                  | goals | 48' Edinson Cavani |
| - Diego Forlán mist in de 14e minuut een strafschop namens Uruguay..   |       |                    |

### 74ste ontmoeting
| WK 2018 kwalificatie (Recife, Brazilië, 25 maart 2016): |       |                                    |
| Brazilië | 2 – 2 | Uruguay                            |
| Douglas Costa 1' Renato Augusto 26' | goals | 32' Edinson Cavani 48' Luis Suárez |
| - Rentree Luis Suárez bij Uruguay na een afwezigheid van bijna twee jaar vanwege een schorsing, nadat hij op het Wereldkampioenschap voetbal 2014 in Brazilië in de schouder van de Italiaan Giorgio Chiellini had gebeten. Vanwege de straf moest hij negen interlands missen. - Debuut van Matías Vecino (ACF Fiorentina) voor Uruguay. - Het doelpunt van Douglas Costa, gemaakt na 37 seconden, is de snelste goal die Uruguay moet incasseren in de WK-kwalificatie, en de eerste binnen de minuut in een officiële wedstrijd sinds 10 januari 1942. |       |                                    |